# Heinz Renn (Soziologe)
Heinz Renn (* 22. Januar 1940 in Mayen) ist ein deutscher Soziologe.

## Leben
Von 1956 bis 1959 absolvierte Renn eine kaufmännische Lehre mit abschließender Kaufmannsgehilfenprüfung an der Industrie- und Handelskammer Koblenz. Nach dem Abitur 1962 in Bonn studierte er von 1962 bis 1967 Soziologie und Wirtschaftswissenschaften sowie Rechtswissenschaften an der Universität zu Köln.
Von 1967 bis 1973 war Renn wissenschaftlicher Mitarbeiter im Forschungsinstitut für Soziologie (Direktor René König) der Universität zu Köln. Dort wurde er 1972 mit der Dissertation  	Die Messung von Sozialisierungswirkungen zum Dr. rer. pol. promoviert. Während dieser Zeit hatte er neben seiner Tätigkeit in der empirischen Sozialforschung auch Lehraufträge an der Universität zu Köln (1970–1973), der Universität Düsseldorf (1971–1972) sowie der Ruhr-Universität Bochum (1972–1973).
Renn war ab 1973 wissenschaftlicher Oberrat am Seminar für Sozialwissenschaften der Universität Hamburg. Dort wurde er 1977 Wissenschaftlicher Rat und Professor für Soziologie.	Anschließend war er von 1979 bis 2005 Professor für Soziologie am Institut für Soziologie an der Universität Hamburg. 2005 wurde Renn emeritiert. Von 1981 bis 1983 war er geschäftsführender Direktor des Instituts für Soziologie und von 1984 bis 1986 Sprecher (Dekan) des Fachbereichs Philosophie und Sozialwissenschaften der Universität Hamburg.

## Veröffentlichungen (Auswahl)
- Die Messung von Sozialisierungswirkungen. 28 Tabellen. München 1973, ISBN 3-486-47821-4 (eingeschränkte Vorschau in der Google-Buchsuche).
- mit Udo Etienne und Alois Rosner: Der Soldat und seine Freizeit. Eine soziologische Analyse. Bonn 1973, OCLC 256306760.
- mit Jörg Fengler und Werner Reiners (Hrsg.): Suchtprävention, eine Zwischenbilanz. Hoheneck-Verlag, 1985, ISBN 3-7781-0777-1 (eingeschränkte Vorschau in der Google-Buchsuche).
- Nichtparametrische Statistik. Springer-Verlag, 2013, ISBN 3-322-94894-3 (eingeschränkte Vorschau in der Google-Buchsuche).
- mit Herbert Feser: Probleme des Alkoholmissbrauchs junger Soldaten im Vergleich zu gleichaltrigen Zivilpersonen. Ergebnisse der Modellentwicklung. Bonn 1983, OCLC 74721606.
- mit Kurt-Jürgen Lange: Urban districts and drug scenes. A comparative study on nuisance caused by 'open' drug scenes in major European cities. Office for Official Publications of the European Communities, Luxembourg/Lanham 1996, ISBN 92-827-7759-6.
- Kulturkapitalistische Ausbeuter. Gangsta-Rapper als Unternehmer der Popkulturindustrie. Kritische Analysen zu einem umstrittenen Musikgenre im Spannungsfeld migrantischer Identität, kriminalitätsaffiner Gegenkultur und profitablem Kommerz. Lit-Verlag, Berlin 2024, ISBN 978-3-643-15475-0.